# غزنرة خشنة السويق
غزنرة خشنة السويق (الاسم العلمي:Gesneria aspera) هي نوع من النباتات تتبع جنس الغزنرة من الفصيلة الغزنرية.